# CSミオヴェニ
クルブル・スポルティヴ・ミオヴェニ（ルーマニア語: Clubul Sportiv Mioveni (ルーマニア語発音: [ˌklubul sporˈtiv mi.oˈvenʲ]; 英語: Mioveni Sports Club)は、ルーマニアのミオヴェニに本拠地を置いているサッカークラブである。CSミオヴェニ（CS Mioveni）、または単にミオヴェニ（Mioveni）という呼称で知られている。

## 歴史
2000年8月15日、クラブはASミオヴェニ2000の名称で創設された。2001年6月14日、ディヴィジアD所属時にディヴィジアCに所属していたダチア・ピテシュティと合併し、ASダチア・ミオヴェニに改称した。同年12月4日、CSダチア・ミオヴェニに改称した。
2002-03シーズンはディヴィジアCで優勝し、ディヴィジアB昇格を決めた。
2006-07シーズンはリーガ2・セリアIIで2位になり、リーガ1初昇格を決めた。2007-08シーズンはクパ・ロムニエイ・準々決勝でFCディナモ・ブカレストに1-0で勝利し、過去最高となるベスト4進出を決めた。準決勝はCFRクルジュに0-3で敗れた。しかし、リーガ1では16位に終わり、リーガ2に降格した。
2010年夏、クラブ名をCSミオヴェニに改称した。2010-11シーズンは3位に終わったが、2位のFCビホル・オラデアがリーガ1のライセンスを取得できなかったため、繰り上げで昇格が決まった。2011-12シーズンはリーガ1で最下位に終わり、リーガ2に降格した。
2014-15シーズンはクパ・ロムニエイ・6回戦（1/32）で2013-14シーズン優勝のFCアストラ・ジュルジュに3-1で勝利、7回戦（1/16）で同ベスト4のFCディナモ・ブカレストに1-0で勝利してベスト8に進出した。

## タイトル
- リーガIII 優勝 (1) : 2002-03

## 現所属メンバー
2021年9月8日現在
注：選手の国籍表記はFIFAの定めた代表資格ルールに基づく。
| No. | Pos. |            | 選手名                                |
| --- | ---- | ---------- | ------------------------------------- |
| 1   | GK   | ルーマニア | ヴァレンティン・シマ                  |
| 5   | MF   | ポーランド | アドリアン・チェルプカ                |
| 6   | DF   | ルーマニア | ヨヌツ・ブルネア ()                   |
| 7   | MF   | ルーマニア | ダニエル・トマ                        |
| 8   | MF   | ルーマニア | シラールド・ヴェレシュ                |
| 9   | FW   | イタリア   | ダヴィデ・マッサーロ                  |
| 10  | MF   | ルーマニア | ヴァレンティン・コシェレアヌ (副主将) |
| 11  | MF   | ルーマニア | ルチアン・ドゥミトリウ                |
| 12  | GK   | ルーマニア | ボグダン・プレダ                      |
| 14  | DF   | ルーマニア | アレクサンドル・ヤコブ                |
| 15  | DF   | ルーマニア | アドリアン・スカルラタケ              |
| 16  | MF   | ルーマニア | ヨヌツ・ラデスク                      |
| 17  | FW   | ルーマニア | アンドレイ・クリステア                |

| No. | Pos. |            | 選手名                   |
| --- | ---- | ---------- | ------------------------ |
| 19  | FW   | ルーマニア | シュテファン・ブラナル   |
| 20  | FW   | ルーマニア | アレクサンドル・ブジウク |
| 21  | MF   | ルーマニア | コスティン・チュクレアヌ |
| 22  | GK   | ルーマニア | ユスティン・ポペスク     |
| 23  | MF   | ルーマニア | アンドレイ・パナイト     |
| 24  | MF   | リベリア   | ムサ・サノー             |
| 25  | DF   | ルーマニア | ヨヌツ・バラウル         |
| 26  | DF   | ルーマニア | ドリネル・オアンチェア   |
| 27  | DF   | ブラジル   | ギリェルメ・ガルッチ     |
| 30  | DF   | ルーマニア | ダニエル・シェルバニカ   |
| 68  | GK   | ルーマニア | ラズヴァン・ドゥカン     |
| 80  | MF   | ルーマニア | エマヌエル・ダト         |
| 90  | FW   | ルーマニア | ボグダン・ルス           |

## 歴代監督
- イオン・モルドヴァン (2013-2014)
- クラウディウ・ニクレスク (2014-2015)
- マリウス・ストイカ (2015-2016)
- ヨルダン・エフティミエ (2016)
- アレクサンドル・ペリチ (2016-2017)
- フロリン・マリン (2017)
- アドリアン・ミハルチェア (2017)
- ゲオルゲ・ミハリ (2017)
- ミハイ・オルテアヌ (2017)
- ラウレンツィウ・ロシュ (2017-2018)
- ヨルダン・エフティミエ (2018-2019)
- ダニエル・オプリツァ (2019)
- マリウス・ストイカ (2019-2020)
- クラウディウ・ニクレスク (2020)
- アレクサンドル・ペリチ (2020-2022)
- コンスタンティン・シューマッハ (2023-)